# Obrněné vozidlo

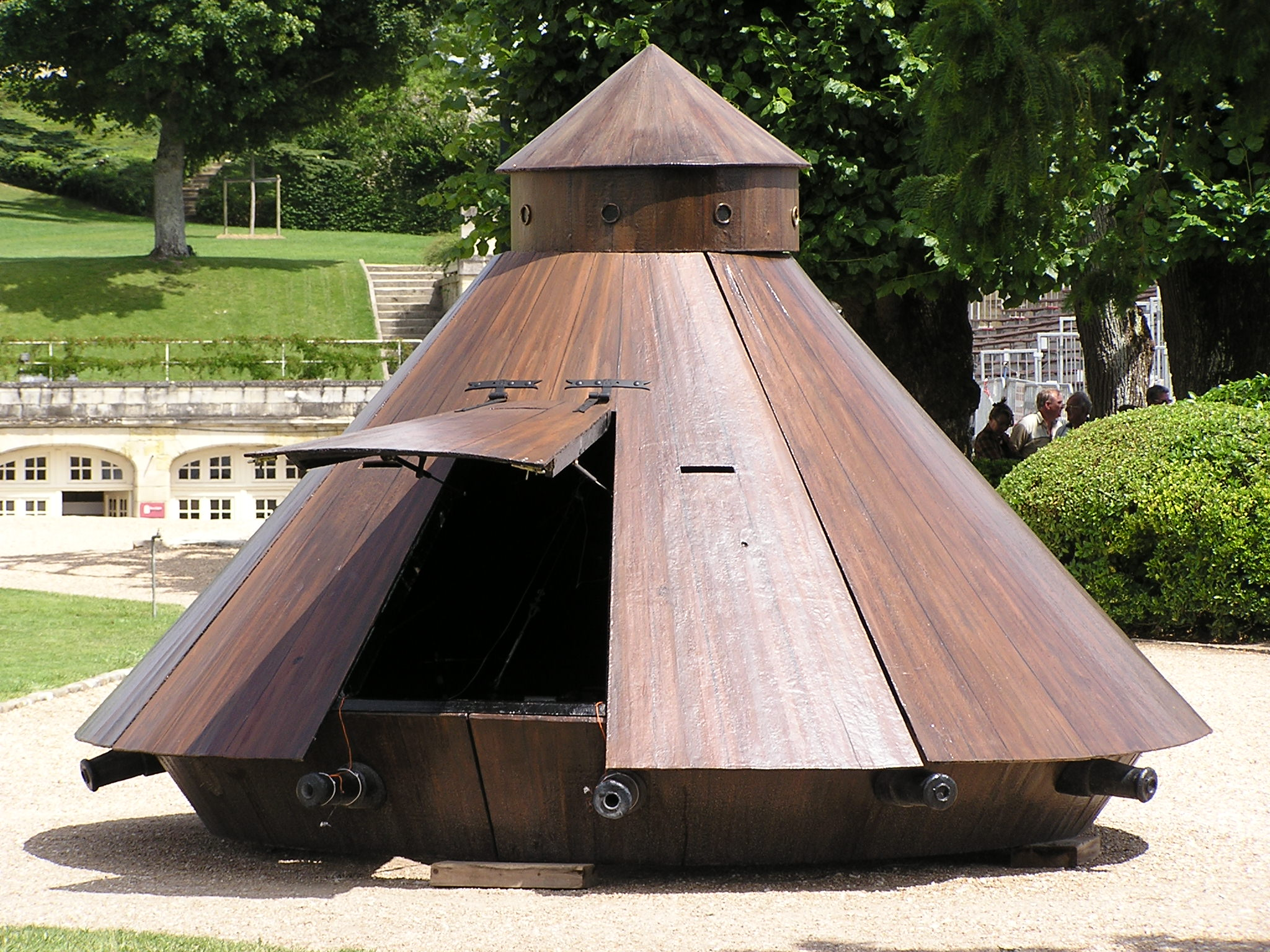
Replika tanku navrženého Leonardem da Vinci

Obrněné vozidlo je vozidlo, které je opatřeno pancéřováním, to jest vrstvou, která má zajišťovat vozidlu odolnost proti střelám z palných zbraní, střepinám ručních či dělostřeleckých granátů, výbuchům pozemních min. Odolnost vůči těmto nebezpečím je závislá na množství (tloušťce) a složení (homogenní : vrstvený) pancíře. Nejméně pancéřována jsou lehká průzkumná či logistická vozidla, nejúčinnější pancéřovou ochranu mají tanky.
S obrněnými vozidly se nejčastěji setkáme v armádě, ale své uplatnění nacházejí i v civilním prostředí.

## Vojenská obrněná vozidla
- Obrněný automobil
- Lehké obrněné vozidlo
- Obrněný transportér
- Bojové vozidlo pěchoty
- Tank
- Obrněné vyprošťovací vozidlo

## Civilní obrněná vozidla
- Obrněné osobní automobily
- Obrněné dodávkové vozy